# Omar Kavak
Omar Kavak (Enschede, 24 ottobre 1988) è un calciatore olandese, attaccante del PKC '83.

## Carriera
Nella stagione 2012-2013 ottiene la promozione in Eredivisie con il Go Ahead Eagles, esordendo in massima serie nella stagione successiva.